# アーサー・テューダー
アーサー・テューダー（Arthur Tudor, 1486年9月19日/20日 – 1502年4月2日）は、イングランド王ヘンリー7世と王妃エリザベスの第1王子でヘンリー8世の兄。プリンス・オブ・ウェールズに立てられたが、国王即位を果たせずに死去した。

## 生涯

### 生い立ち
父ヘンリー・テューダーは、ウェールズ君主家の末裔であり、自身が少年期までウェールズで育ったことから、そのルーツを強く意識していた。ランカスター家の血を引く唯一の男子となった後は、ブルターニュ公国への亡命を経て、反リチャード3世であるバッキンガム公ヘンリー・スタッフォードの要請によりイングランドへ上陸するも失敗。フランス王国の支援を経て、再度にイングランドに上陸して勢力を拡大し、最終的に1485年8月22日のボズワースの戦いで勝利して、テューダー朝を開闢した。
さらにヘンリーの母マーガレットとエドワード4世妃エリザベスの画策により、エドワード4世の王女エリザベスと結婚したことで、長引く薔薇戦争の内乱は終止符を打たれた。翌1486年、第1子アーサーが誕生すると、王太子（ウェールズ公）として、将来を期待された。
15世紀後半には、トマス・マロリーが、今日良く知られる“アーサー王物語”の原型となる『アーサー王の死』を出版し、広く知られるようになった。アーサー王は、諸説あるが、その史実における原型はウェールズにゆかりがあるとされる（『マビノギオン』を参照）。ヘンリー7世はウェールズの人々の期待を自覚し、嫡男にアーサーと命名した。

### カタリーナ王女との結婚、早世

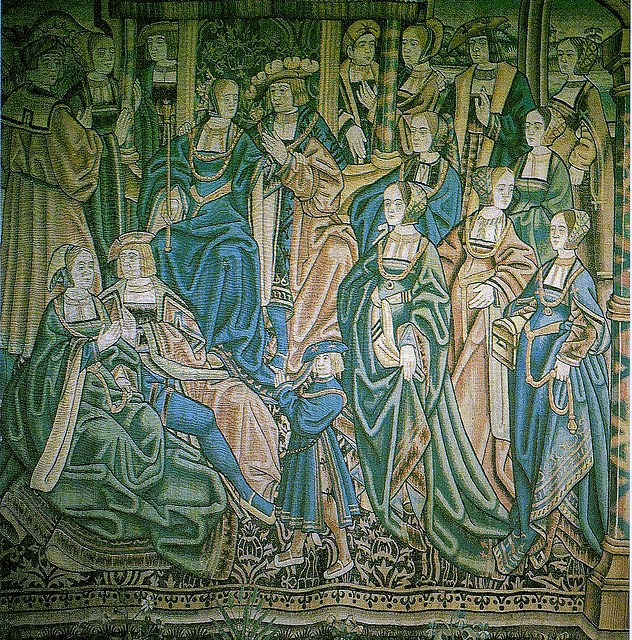
16世紀初頭のタペストリーに描かれた、アーサーとキャサリン夫妻の宮廷

1489年3月、アーサーはアラゴン王フェルナンド2世とカスティーリャ女王イサベル1世の末娘カタリーナ・デ・アラゴン（英語名：キャサリン・オブ・アラゴン）と婚約した。アーサーは2歳、キャサリンはまだ0歳だった。
しかしイングランド側がスペイン（カスティーリャ＝アラゴン）側に、20万クラウンという破格な額の持参金を請求したことと、国際情勢のために、婚約は何度も破綻の危機に面した。1501年10月、ようやくキャサリンはプリマス港に上陸、11月12日にロンドンに到着した。
ヘンリー7世は、パジェントリ（見世物）で、アーサー王伝説や聖カタリナにちなんで2人を讃える演目を披露するなど、アーサーとキャサリン夫妻の王位継承の正統性を印象付けるための配慮をした。11月14日にセント・ポール大聖堂で挙式したが、結婚を「完成」させたか否か（＝肉体関係を持ったか否か）は重視されなかった。
同年12月、アーサーはキャサリンを連れてウェールズのラドロー城へ移った。しかしアーサーは生来病弱な体質で、翌1502年に重い感冒にかかり、4月2日に高熱のため15歳で没した。

### 没後の論争
残されたキャサリンは、アーサーの弟である第2王子ヘンリー（後のヘンリー8世）と婚約し、ヘンリーの即位により王妃となった。しかし度重なる流産や死産の末、男児に恵まれず、ヘンリー8世が後継者を求めて王妃との離婚を希望した際、キャサリン王妃の最初の結婚が「成立」していたか否か（＝ヘンリーとの再婚がレビ記に反するか否か）が争点となった。
1528年、ローマ教皇クレメンス7世はイングランドでの教会裁判を許可した際、キャサリン王妃は教皇特使ロレンツォ・カンペッジョに対し、アーサー王太子と同衾したのは7夜のみで、処女であったことを告解した。しかしヘンリー8世側は、アーサーとキャサリンの結婚が成立していたと結論付け、1533年5月23日に婚姻の無効を宣言して、キャサリンから王妃の地位を剥奪した。
アーサーの早世は、キャサリンの再婚・離婚問題からイングランド国教会創設の遠因となった。